# Michael Binder
Michael Binder, magyarosan Binder Mihály (? – 1734) erdélyi szász evangélikus lelkész.
Előbb Péterfalván volt lelkész, 1692. május 2-ától Nagyekemezőn. 1708-tól sok évig a bolkácsi dékáni tisztséget töltötte be. Kézirati munkái: 
- Rerum Transilvanicarum ecclesiastico-politicarum compilatio (Haner szerint 1712-ig terjed.)
- Bedenken über die fünf Stellen, worauf die Lehre von der Wiederbringung aller Dinge sich bezieht.